# Maxime Kouzminov
Pour les articles homonymes, voir Kouzminov.
Maxime Germanovitch Kouzminov (en russe : Максим Германович Кузьминов), né le 19 juin 1995 et mort le 13 février 2024 à Villajoyosa à l'âge de 28 ans, est un ancien pilote du 319e régiment d'hélicoptères de l'armée russe.
Il est connu pour avoir fait défection en août 2023 auprès de l'armée ukrainienne, au cours de l'opération Synytsia, en échange d'une compensation de 500 000 dollars et d'une garantie de sécurité pour sa famille et lui. Il est assassiné en Espagne six mois après sa désertion. Sa mort suscite de nombreuses réactions. Il est considéré comme un héros par les Ukrainiens et comme un traître par les Russes.

## Biographie

### Parcours avant sa défection
Maxime Kouzminov naît le 19 juin 1995. Il est diplômé de l'École supérieure de pilotage de l'aviation militaire de Syzran. À partir de 2020, il sert comme pilote-navigateur au sein du 319e régiment séparé d'hélicoptères (unité 13984). En février 2022, Kouzminov travaille dans la région de l'Amour et décide de se renseigner sur la situation en Ukraine. Selon ses propres termes, il « commence à feuilleter des manuels scolaires et à regarder des blogueurs ». Il lui faut environ six mois pour étudier l'histoire des relations entre la Russie et l'Ukraine. Maxime Kouzminov impute clairement à la Russie le déclenchement de la guerre russo-ukrainienne. Il doit cependant continuer à travailler dans l'armée : en octobre 2022, il sert pour la première fois dans les territoires occupés de l'Ukraine — à Marioupol, puis à Berdiansk. Comme il le dit dans une interview, tout son travail consiste à transporter des marchandises ou des personnes. Selon lui, il est presque impossible d'arrêter ; les pilotes qui veulent démissionner sont menacés d'être envoyés au front comme fantassins.

### Ciblage du pilote par la Russie
Le pilote devient rapidement la cible des médias russes pro-Kremlin qui l'accusent de trahison et multiplient la désinformation à son sujet. Selon la Russie, il aurait abattu lui-même les deux autres membres d'équipage, ce qu'il dément. Selon l'armée ukrainienne, la mort de ses deux compagnons est expliquée par leur fuite vers la frontière russe à la suite du refus de se rendre une fois l'hélicoptère arrivé en Ukraine.
Le GRU reçoit l'ordre d'éliminer Kouzminov, un agent confirmant que son « crime n'a pas de date d'expiration ». Kouzminov estime alors que son élimination « est une question de temps ». 

### Meurtre en Espagne
Le 19 février 2024, Maxime Kouzminov est retrouvé mort par sa petite amie dans un parking à La Vila Joiosa, près d'Alicante, en Espagne, le corps criblé de balles. Selon les médias ukrainiens, il aurait été abattu d'au moins cinq balles, sur douze tirées, le 13 février, avant d'être renversé par une voiture, tandis que les médias russes évoquent des problèmes liés à la drogue et à l'alcool. Une voiture brûlée qui pourrait avoir appartenu à son meurtrier est retrouvée à une vingtaine de minutes du lieu de découverte du corps.
Le 13 février 2024, les médias d'Alicante ont fait mention de la mort d'un homme ukrainien dans ce qu'ils décrivent comme un « règlement de comptes ». L'enquête s'oriente d'abord vers un crime lié aux gangs, avant que les autorités prennent connaissance de son rôle dans l'opération Synytsia. Un quotidien local affirme que deux tueurs l'attendaient dans le parking souterrain du lotissement qu'il habitait, en compagnie de ressortissants russes, bulgares et ukrainiens.
Sa mort est confirmée le 19 février par le renseignement militaire ukrainien par la voix d'Andriy Yousov (uk), relayé par plusieurs médias ukrainiens, sans que celui-ci précise si elle est d'origine criminelle. Le responsable d'occupation russe Vladimir Rogov accuse l'Ukraine d'avoir simulé sa mort pour qu'il puisse changer d'identité.
Selon le New York Times, de hauts responsables russes ont parlé de sa mort avec une joie à peine dissimulée, l'assassinat envoyant un message très clair d'intimidation à l'ensemble des citoyens russes, en particulier le personnel militaire, les déserteurs ou ceux qui pourraient être tentés de déserter. Sergueï Narychkine, chef des services de renseignement étrangers russes déclare « Ce traître et criminel est devenu un cadavre moral au moment où il a planifié son crime sale et terrible » et Dmitri Medvedev déclare « Un chien reçoit la mort d'un chien ».